# Антал Майнек
Анта́л Ма́йнек (угор. Majnek Antal; нар. 18 листопада 1951, Будапешт) — єпископ-емерит Мукачівської дієцезії Римо-католицької церкви. Єпископ-ординарій Мукачівської дієцезії (2002–2022)

## Біографія
Народився 18 листопада 1951 у Будапешті (Угорщина), закінчив державну гімназію в Сент-Ендре, Будапештський університет, отримавши диплом інженера з електроніки.
1977 року вступив до чернечого чину Святого Франциска, де здобув теологічну освіту (Теологічний Інститут в Естергомі) та паралельно інженерно-педагогічну освіту. Висвячений на священника 17 квітня 1982 року в Будапешті. 
Впродовж 1982–1989 років викладав комп'ютерну електротехніку та фізику у Францисканській гімназії в Сент-Ендре. 
1989 року разом з двома братами по ордену прибув у місію до угорськомовних вірних Римсько-католицької церкви Радянського Закарпаття, де обслуговував п'ять церковних громад у Хустському та Тячівському районах. 
1995 року призначений єпископом-помічником в Апостольській адміністратурі Закарпаття. 6 січня 1996 року висвячений на єпископа у Римі. З 7 жовтня 1997 року призначений Апостольським адміністратором Закарпаття, з 27 березня 2002 року єпископом-ординарієм Мукачівської дієцезії.
З 27 вересня 2002 року — інгрес в Мукачівській катедрі. 28 січня 2022 року Папа Франциск прийняв зречення єпископа Антала Майнека.